# Население Древней Руси

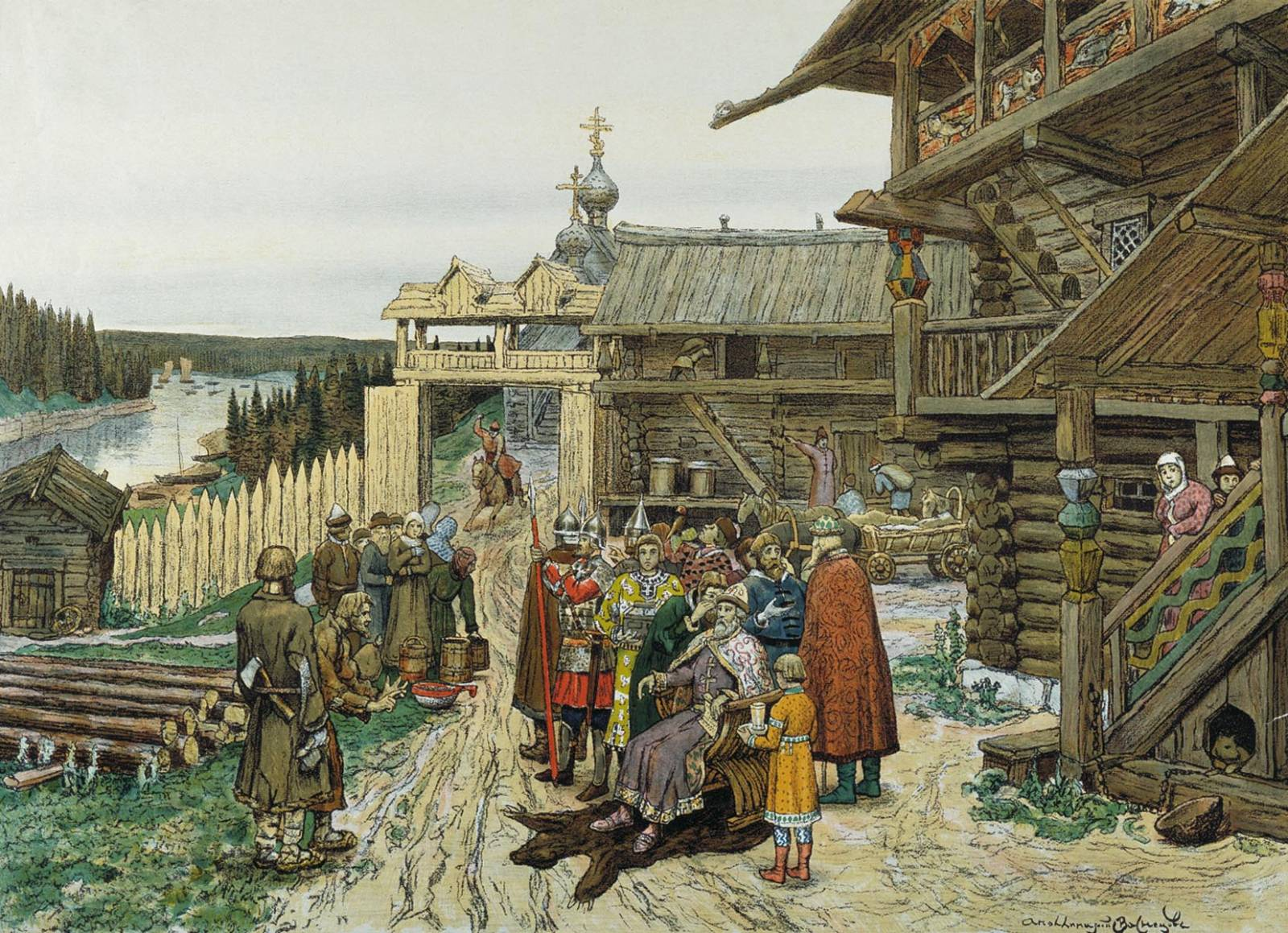
Аполлинарий Васнецов. Двор удельного князя

Население Киевской Руси — жители Киевской Руси, возникшей в IX веке в результате объединения восточнославянских племён, ряда финно-угорских и балтских племён, а также народа русь (по мнению большинства учёных, имевшего варяжское, скандинавское происхождение; существуют также другие версии) под властью князей династии Рюриковичей. Состояло из нескольких социальных категорий (знать, духовенство, лично свободные рядовые жители, зависимое и полузависимое население). В этническом составе населения преобладала древнерусская этническая общность.

## Социальная структура
В предгосударственный и раннегосударственный периоды славянские, финно-угорские и балтские племена объединялись в союзы племён
На основании Русской Правды и других источников выделяется несколько групп населения Древней Руси (эпохи государственности). Знать состояла из наиболее влиятельных людей славянских, финно-угорских и балтских племён (племенная знать), позднее её основную часть составили князья династии Рюриковичей. Их сопровождали дружины, как и сама правящая династия, представленные преимущественно скандинавами. Дружина делилась на старшую и младшую. Позднее сформировалось боярство, происходящее как от осевших на землю дружинников-скандинавов, так и от местной племенной знати. К числу зажиточных людей относились купцы, некоторые ремесленники, а также владельцы крупных земельных участков. Основную массу населения составляли лично свободные общинники. Наименьшими правами обладало зависимое и полузависимое население, работавшее на представителей знати.

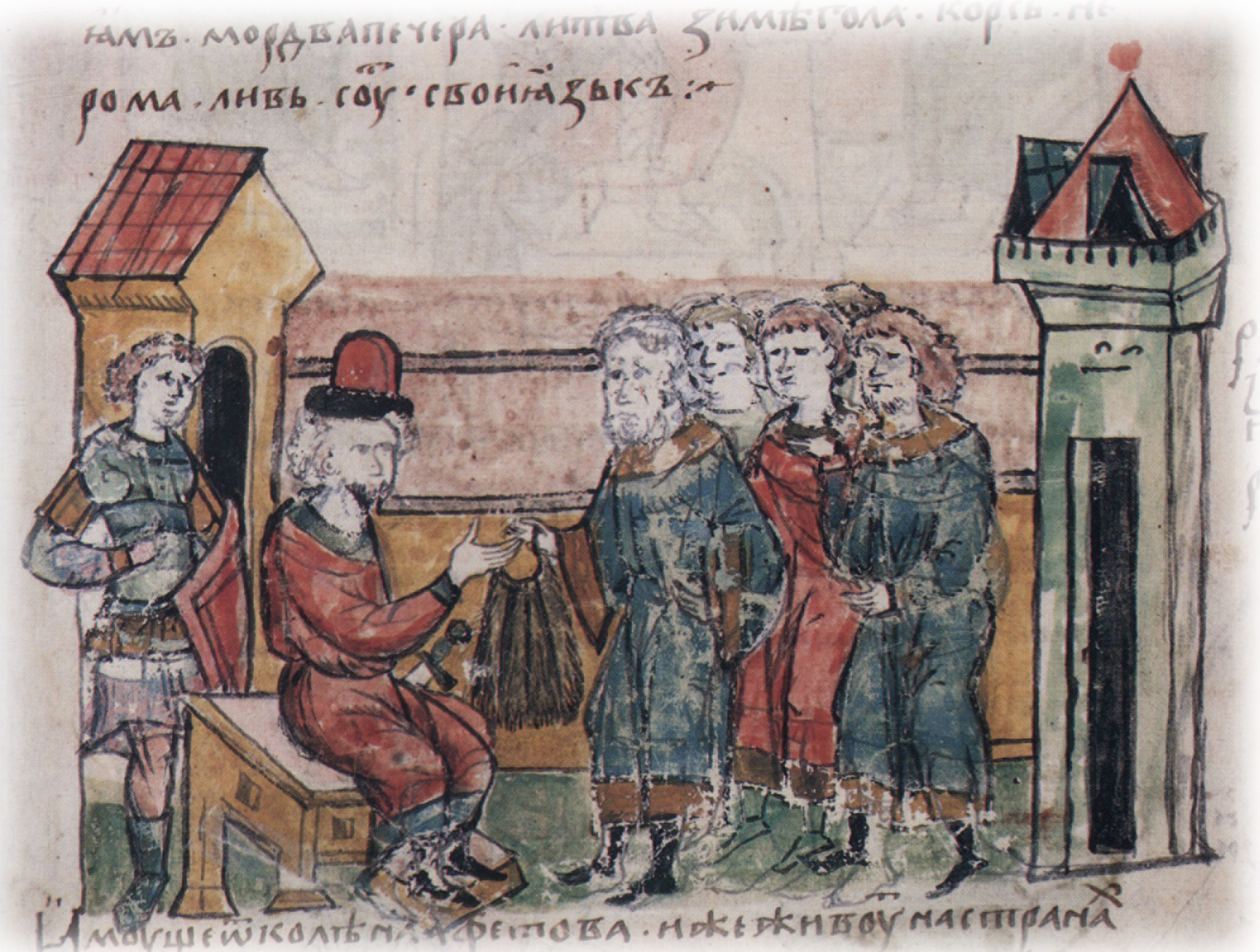
«Розные языки дань дают Руси» (подпись справа). Миниатюра из Радзивилловской летописи, конец XV века

В ранний период, примерно до середины XI века, «окняжение» земель, распространение на них верховной власти киевского князя, не означало перехода к князю верховной собственности на землю. Земля ещё длительное время оставалась собственностью племени. Освоение княжеской властью земель выражалось в первую очередь в отчуждении прибавочного продукта, производимого населением — сбора дани, осуществляемого в относительно развитых формах полюдья. Отчуждение прибавочного продукта возникает в догосударственный период в связи с функциональной дифференциацией общества (выделением вождей, жрецов и др.) и укрепляется с возникновением социальной дифференциации. До сложения государственной собственности на землю (в форме коллективной собственности социальных верхов), социальные группы различались по их отношению к продукту производства, но не к средству производства (к земле при феодализме). Уже при племенном строе верховная власть приобретает преимущественное право на перераспределение прибавочного продукта и его присвоение. Складывается так называемое стратифицированное общество, которое на Руси перерастает в классовое после середины XI века (для сравнения: в Дании — в XII веке, в Швеции — в XII—XIII веках). С момента Крещения Руси развивается церковь, которой князья жаловали церкви десятину, десятую часть своих доходов и иные доходы, в том числе судебные (штрафы). До середины XI века церковь существовала лишь на десятину, что предположительно объясняется неотчуждаемостью общинных земель в этот период.

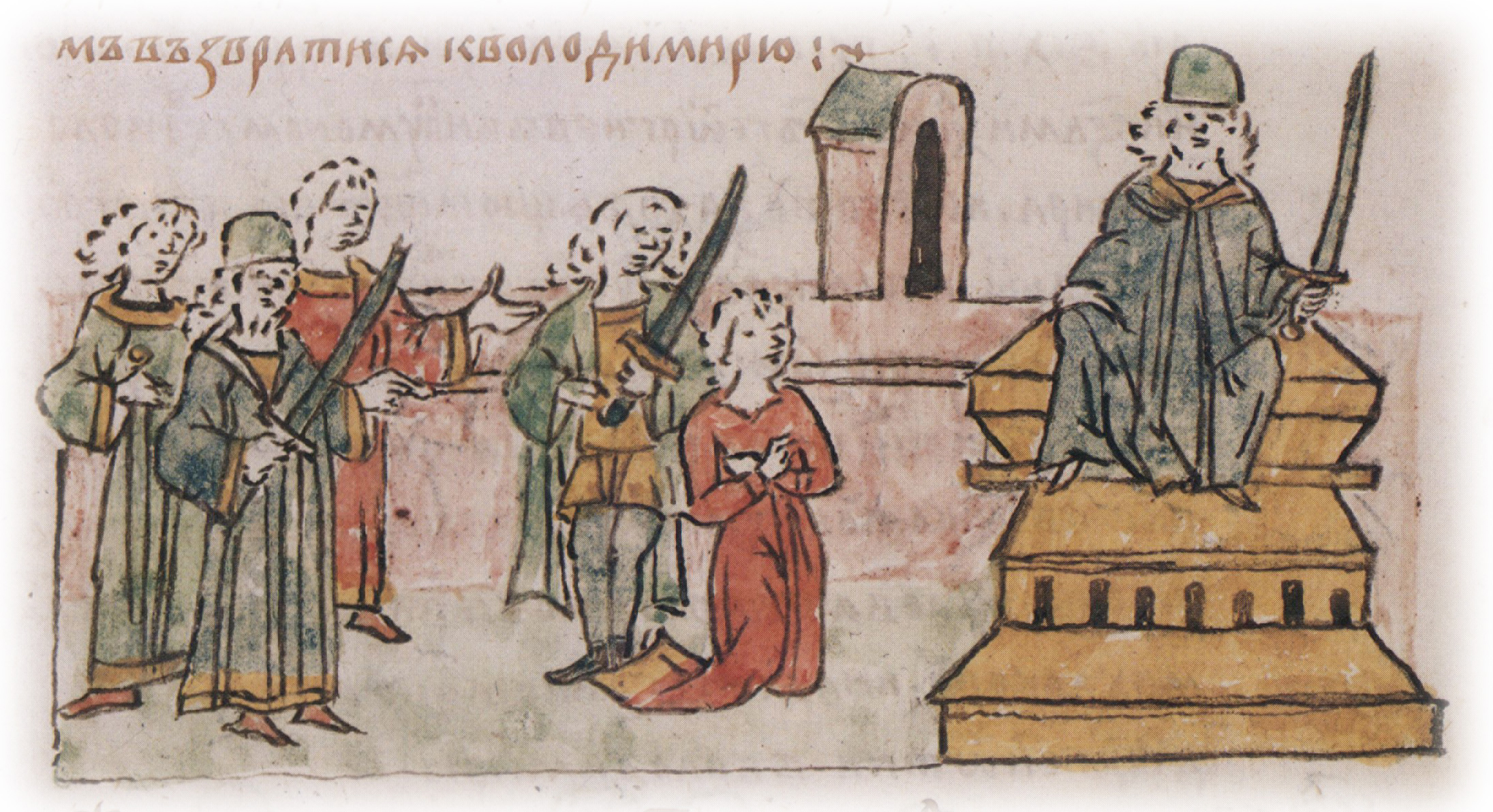
Посольство суздальцев к Михаилу Владимирскому с просьбой о прощении и приходе в Суздаль. Миниатюра из Радзивилловской летописи, конец XV века

С середины XI века формировалась собственность знати на землю (феодальная собственность на землю). Наиболее крупными землевладельцами были князья. Имеются сведения о наличии княжеских сел, которые населяли зависимые крестьяне (само слово крестьяне ещё не употреблялось), работавшие на землевладельца под надзором его слуг, старост. Крупными землевладельцами были также бояре, богатевшие благодаря войнам и труду зависимых крестьян. Коллективным землевладельцем становятся церковь и монастыри. Постепенно церковное землевладение расширяется. Главным правом и привилегией знати было право на землю и труд зависимых крестьян. Усиленной защите подлежали жизнь, здоровье и честь представителя знати.
Отдельную группу составляли привилегированные княжеские и боярские слуги. Ими становились вольные люди, но иногда и холопы. Такие слуги могли получать от господина земли с крестьянами. Управляющие княжескими и боярскими поместьями назывались тиуны, княжескими поместьями — также огнищане (огнищные тиуны). Отдельная часть поместья называлась село (соответствовала вилле в Империи Каролингов) и управлялась сельским старостой. За полевыми работами наблюдал ратайный староста.
Княжеские земли обрабатывались холопами и зависимыми работниками — закупами, а также наёмными работниками — рядовичами и вольноотпущенниками — изгоями. Некоторые из наёмных работников в княжеских и церковных поместьях получали в аренду небольшие наделы земли. Они обязаны были отдавать хозяину земли часть урожая или платить ренту деньгами.
Закупами были люди, попавшие в зависимость от землевладельца на период отработки займа («купы»), взятого деньгами, зерном или орудиями труда. Закуп отвечал за ущерб, причинённый им по халатности. Если закуп бежал от господина или крал у него, он превращался в холопа. Господин имел по отношению к нему право вотчинной юстиции. Согласно Русской Правде, господин имел право бить нерадивого закупа. Однако, в отличие от холопа, закуп обладал некоторыми правами. Он не мог быть бит без причины, продан в холопы (в случае такого нарушения он освобождался от своих обязательств), лишён имущества, он мог жаловаться на господина судьям.
Изгои находились в состоянии неопределённости (получившие свободу холопы, изгнанные из общины людины и т. д.), однако находились под защитой церкви.
Основную массу населения в Древней Руси составляли свободные крестьяне-общинники, называемые людинами. Источники знают также понятие смерд. Некоторые исследователи считали, что смердами именовались все сельские жители (Б. Д. Греков). Другие полагали, что смерды были зависимыми крестьянами. С течением времени в число смердов входило всё больше людей (С. В. Юшков, Г. В. Вернадский и др.). Смерды жили общинами-вервями, связанными круговой порукой, системой взаимопомощи. Вервь развились из родового строя, но в Древнерусском государстве носила уже не кровнородственный, а территориальный характер.
Среди городского населения привилегированной категорией были купцы, в особенности гости, ведущие иностранную торговлю. Часть городского населения составляли ремесленники, возводившие дворцы для знати, укрепления, храмы, изготавливавшие одежду, оружие, украшения и др. Города были центрами культуры. Село оставалось неграмотным, но в городах грамотность имела некоторое распространение, не только в среде купцов, но и среди ремесленников, о чём свидетельствуют многочисленные берестяные грамоты и авторские надписи на бытовых предметах.
Рабы именовались холопами (женщина — роба́), челядинами (ряд исследователей различают эти понятия). Человек мог стать холопом в результате попадания в плен, совершения преступления, несостоятельности в уплате долга, рождения от несвободных родителей, самопродажи, брака с несвободным человеком, поступления на службу тиуном или ключником без специального договора. Русская Правда приравнивает челядь к скоту: «от челяди плод любо от скота», что напоминает положение античных рабов, которых называли «говорящее орудие». Однако на Руси труд рабов не составлял основу производства, рабство было преимущественно патриархальным, домашним. Русская Правда выделяет категории холопов, жизнь которых защищалась более высокими штрафами. Сюда входил обслуживающий персонал княжеского и боярского двора — слуги, воспитатели детей, ремесленники и др. Считается, что рабов (холопов) на Руси было не много, однако вполне вероятно, что работорговля процветала в отношениях с Византией. В дальнейшем холопы постепенно становятся зависимыми крестьянами.

## Численность и распределение
Численность населения Древней Руси неизвестна. Согласно оценкам Г. В. Вернадского, общая численность населения составляла 7,5 миллионов человек, из которых 1 миллион проживал в городах.
В IX—X веках на Руси существовало не менее 25 городов, в XI веке — более 85.

Русские княжества к 1237 году

Территория бывшего Владимиро-Суздальского княжества в XIII веке

Накануне Монгольского нашествия (1237—1241 годы) на территории Руси насчитывалось около 25 государственных образований, из них 19 крупных. По письменным источникам известно 340 городов. Из этого числа археологами исследованы только 74 (на 2013 год). Население концентрировалось в основном в столицах княжеств: Киев (300 га), Чернигов (160 га), Владимир-на-Клязьме (145 га), Смоленск (100 га), Переяславль Южный (80 га), Полоцк (58 га), Рязань (53 га), Галич (45 га), либо в центрах вассальных княжеств: Псков (150 га, без окольного города значительно меньше), Суздаль (49 га), Переяславль-Залесский (40 га), Переяславль Рязанский (предположительно, более 37 га), Новгород-Северский (33 га), Белоозеро (30 га), Путивль (25 га). Ещё одну группу крупных городов составляли города — большие пограничные крепости: киевский Белгород (97,5 га), Торческ (90 га), Городец Радилов (60 га), Городец Остерский (30 га), Воинь (27 га). Численность населения городов в некоторой степени зависела от ранга находившихся в них властей, поскольку заселение городов регулировалось властью, которая была заинтересована в получении продуктов различных ремёсел и промыслов, а также услуг.
Из 340 городов 242 города относились к пяти княжествам — Киевскому, Черниговскому, Владимиро-Волынскому, Галичскому, Переяславскому (Южному). Остальные 14 княжеств включали всего 98 городов. Таким образом, основная часть населения Руси проживала на юге.
В. А. Кучкин оценивает численность населения русских городов, исходя из средней площади дворов, известной по данным археологии (400 кв. м), и средней численности семьи, предполагаемой на основании письменных источников (4,4 человека), площади городов и их количества (для не обследованных археологически городов принята площадь в 2,5 га, средний показатель размеров городищ).
В источниках нет сведений о соотношении городского и сельского населения. Всего в русских городах первой трети XIII века, по оценке Кучкина, проживало около 300 000 человек. Если оценивать городское население в 2 % от общего, всё население Древней Руси составляло примерно 15 млн человек. Однако в случае, если процент городского населения был выше, чем в западноевропейских странах, общая численность населения была значительно ниже: при 3 % городского населения — 10 млн человек, при 4 % — 7,5 млн человек, при 5 % — 6 млн человек.

## Этнический состав

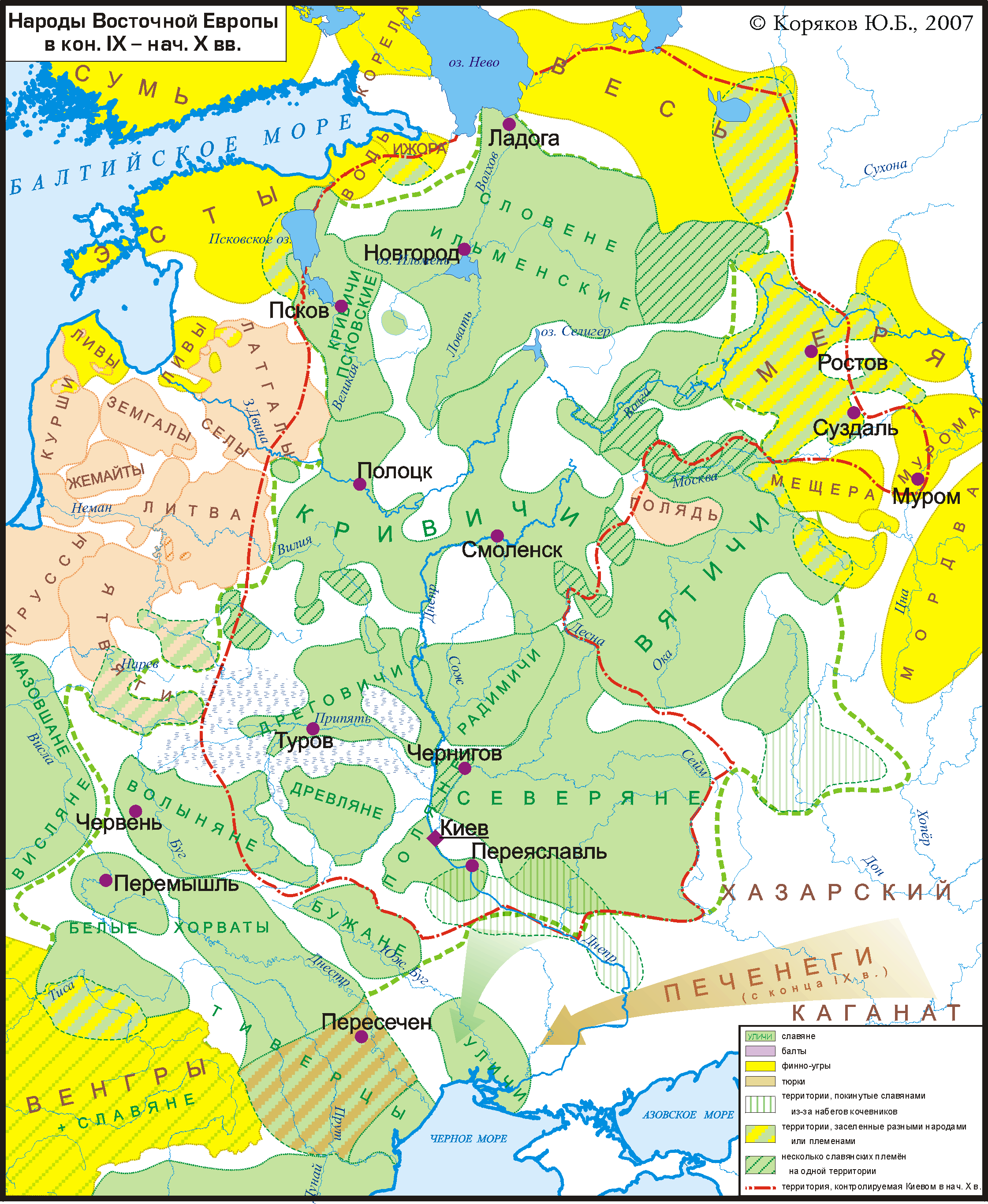
Этнические группы Восточной Европы в конце IX — начале X века. Граница Киевской Руси на начало X века

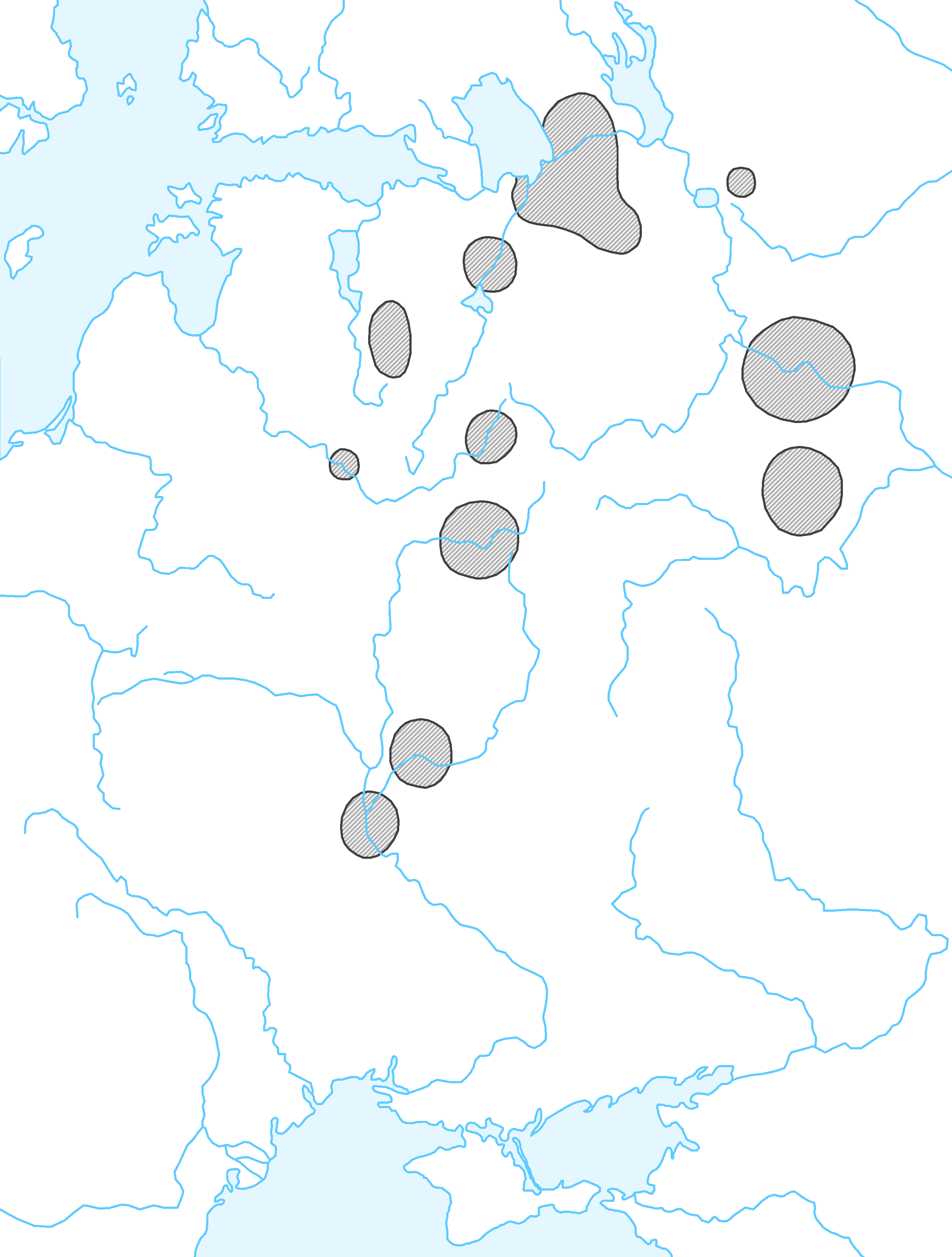
Археологические памятники Руси, включающие скандинавские комплексы и вещи в культурном слое поселений, X—XI века (по Г. С. Лебедеву и В. А. Назаренко)

Преобладающей является точка зрения о полиэтничности населения Древней Руси. Так, Н. Ф. Котляр пишет, государство с начала своего существования было полиэтничным, помимо славян его населяло более двадцати неславянских народов. Причём объединения славянских и неславянских племён сложились ещё в догосударственный период. Археологические данные подтверждают как политическое сосуществование славян и неславянских племён, так и наличие в Восточной Европе славяно-финно-угорского, славяно-тюркского, славяно-иранского и славяно-балтского социально-культурного симбиоза.
Ряд учёных не разделяет взгляда на население Древней Руси как на полиэтническое. Как отмечает П. П. Толочко, неславянский компонент в численном отношении составлял лишь незначительную долю населения и быстро ассимилировался. А. А. Горский считает, что говорить о полиэтническом характере государства можно только с существенными оговорками. Существовали постепенно ассимилируемые славянами анклавы финского (финно-угорского) и балтского населения, но включения в состав государства крупных территорий с неславянским населением, сохранявшим и в дальнейшем свои язык, веру и общественную структуру, не происходило. Такие процессы характерны для Русского государства с середины XVI века.
«Повесть временных лет» перечисляет двенадцать восточнославянских племенных союзов, существовавших к IX веку: поляне, древляне, дреговичи, радимичи, вятичи, кривичи, ильменские словене, дулебы (позднее известные как волыняне и бужане), белые хорваты, северяне, уличи, тиверцы. Под 859 годом в той же летописи описано изгнание славянскими и финно-угорскими племенами (племенными союзами) севера Восточной Европы варягов (руси), которым они платили дань; под 862 годом (даты приблизительны, как и вся ранняя хронология русских летописей) описано призвание варягов на княжение во главе с Рюриком для прекращения вспыхнувших междоусобиц и перечислены призвавшие их славянские и финно-угорские племена, образовавшие, таким образом, первоначальный этнический состав Древнерусского государства:

В год 6367 (859). Варяги, приходя из-за моря, взимали дань с чуди, и со славян, и с мери, и с веси, и с кривичей… В год 6370 (862)… Сказали руси чудь, славяне, кривичи и весь: «Земля наша велика и обильна, а порядка в ней нет. Приходите княжить и владеть нами»…
Оригинальный текст (церк.-сл.)В лѣто 6367 [859]. Имаху дань варязи, приходяще изъ заморья, на чюди, и на словѣнехъ, и на меряхъ и на всѣхъ, кривичахъ… В лѣто 6370 [862]… Ркоша руси чюдь, словенѣ, кривичи и вся: «Земля наша велика и обилна, а наряда въ ней нѣтъ. Да поидете княжить и володѣть нами»…

Под тем же 859 годом сказано:

…А хазары брали с полян, и с северян, и с вятичей по серебряной монете и по белке от дыма.
Оригинальный текст (церк.-сл.)…А козаре имахуть на полянех, и на сѣверехъ, и на вятичихъ, имаху по бѣлѣ и вѣверици тако от дыма.

Этот перечень охватывает племена Южной Руси, присоединённые позже князем Олегом.
В начале летописи имеется более полный (и более поздний) перечень племён, в котором отдельно названы славянские («словѣнескъ языкъ») и неславянские народы («инии языцѣ»):

Вот кто только славянские народы на Руси: поляне, древляне, новгородцы, полочане, дреговичи, северяне, бужане, прозванные так потому, что сидели по Бугу, а затем ставшие называться волынянами. А это другие народы, дающие дань Руси: чудь, весь, меря, мурома, черемисы, мордва, пермь, печера, ямь, литва, зимигола, корсь, нарова, ливы…
Оригинальный текст (церк.-сл.)Се бо токмо словѣнескъ языкъ в Руси: поляне, деревляне, новъгородьци, полочане, дьрьговичи, сѣверо, бужане, зане сѣдять по Бугу, послѣже же волыняне. И се суть инии языцѣ, иже дань дают Руси: чудь, весь, меря, мурома, черемись, мордва, пѣрмь, печера, ямь, литва, зимѣгола, корсь, нерома, либь…

Другие части летописи дополняют этот ещё некоторым количеством племён.
В статье 862 года указаны также центры племенных союзов:

Варяги в этих городах — находники, а коренные жители в Новгороде — славяне, в Полоцке — кривичи, в Ростове — меря, в Белоозере — весь, в Муроме — мурома, и над теми всеми властвовал Рюрик.
Оригинальный текст (церк.-сл.)И по тѣмь городомъ суть находницѣ варязи; пѣрвии населници в Новѣгородѣ словенѣ, и в Полотьскѣ кривичи, Ростовѣ меряне, Бѣлѣозерѣ весь, Муромѣ мурома. И тѣми всѣми обладаше Рюрикъ.

В начале летописи в назван ещё ряд центров племенных княжений (союзов племён):

И после этих братьев стал род их княжить у полян, а у древлян было свое княжение, а у дреговичей свое, а у славян в Новгороде свое, а другое на реке Полоте, где полочане. От этих последних произошли кривичи, сидящие в верховьях Волги, и в верховьях Двины и в верховьях Днепра, их же город — Смоленск; именно там сидят кривичи. От них же происходят и северяне.
Оригинальный текст (церк.-сл.)И по сей братьи почаша дѣржати родъ ихъ княжение в поляхъ, а въ деревляхъ свое, а дрьговичи свое, а словѣне свое въ Новѣгородѣ, а другое на Полотѣ, иже и полочанѣ. От сихъ же и кривичи, иже сѣдять на верхъ Волгы, и на вѣрхъ Двины и на вѣрхъ Днѣпра, ихъже и городъ есть Смолѣнескъ; туда бо сѣдять кривичи. Таже сѣверо от них.

Археологии известен ряд древнейших торгово-ремесленных поселений Северо-Запада, располагавшихся на земле каждого из племён: Ладога находилась в земле чуди, Псков — кривичей, «Рюриково» Городище — словен, Крутик — веси, Сарское городище — мери. Несмотря на соотнесенность поселений с племенными территориями, они не рассматриваются как племенные центры, поскольку на них отсутствуют признаки, характерные для последних, в частности, культовые комплексы, связанные с сакральными функциями племенных центров. Эти были древнейшие торгово-ремесленные поселения, которые возникли вдоль Балтийско-Волжского торгового пути и несли следы присутствия как местного, финского или славянского, так и скандинавского населения.
Древнерусское население Южного Поднепровья было представлено потомками уличей и оседлой части алано-болгарских племён, мигрировавших из Подонья под давлением печенегов.
По мере продвижения славян на северо-восток они вступали в ареал расселения финских и балтских племён и ассимилировали их. Этот процесс проходил в основном мирно. Распространение христианства способствовало этому синтезу. Митрополит Илларион в своем «Слове о законе и благодати» (XI век) писал о равноправии христианских народов.
По мнению В. В. Седова, государственная власть стала мощной силой, консолидировавшей разные славянские племена и активизировавшей славянизацию финских и балтских племён. С переходом к раздробленности древнерусская народность не приходит в упадок, но, напротив, продолжает развиваться. Толочко пишет, что если на раннем этапе именно государство обеспечило этническому развитию населения высокий уровень общности (территориальной, социальной, культурной, религиозной, языковой), то в эпоху раздробленности уже сама сложившаяся этнокультурная общность стала основой государственности. Позднее происходит существенное ослабление связей между Югом, Западом и Севером Руси, о чём свидетельствуют созданные примерно после 1240 года письменные памятники.
Социальную верхушку раннего Русского государства составил народ русь, от которого государство и население получили своё название. На основе данных археологии и лингвистики, свидетельств арабских, византийских, западноевропейских, русских и других письменных источников многие исследователи рассматривают русь как выходцев из Скандинавии (см. норманская теория) (скандинавы в древнерусских источниках обобщённо именуются варяги). Также в рамках направления историографии, называемого антинорманизм, существуют другие версии этнической принадлежности народа русь и варягов. Предметы скандинавского происхождения найдены во всех древнерусских торгово-ремесленных поселениях (Ладога, Тимерёво, Гнёздово, Шестовица и др.) и ранних городах (Новгород, Псков, Киев, Чернигов). Более 1200 скандинавских предметов вооружения, украшений, амулетов и предметов быта, а также орудий труда и инструментов VIII—XI веков происходит примерно из 70 археологических памятников Древней Руси. Известно около 100 находок граффити в виде отдельных скандинавских рунических знаков и надписей.
Находки скандинавских предметов, рассеянные на большой территории в юго-восточном Приладожье, в округе Владимира, Суздаля и Ярославля, связаны с небольшими сельскими памятниками. Самые крупные из них (Тимерёво, Михайловское, Петровское) расположены недалеко от Ярославля, в 10—12 км от Волги. Значительную часть населения здесь составляли скандинавы. Обилие скандинавских древностей в Восточной Европе невозможно объяснить лишь дальними путешествиями и транзитной торговлей выходцев из Скандинавии, тем более часть находок происходит из мест, существенно удалённых от магистральных путей. Скандинавские археологические древности свидетельствуют о большой миграционной волне из Скандинавии в Восточную Европу, в основном с территории Средней Швеции. Эта миграция определялась суровыми природными условиями Скандинавии, небольшим количеством земель, пригодных для земледелия (к территории будущей Руси, напротив, относится летописная фраза «земля наша велика и обильна»).
Скандинавы появляются на территории севера Восточной Европы не позднее середины VIII века. К середине IX века или около этого времени в результате развития договорных и даннических отношений между народом русью и местными славянскими и финскими племенами (что, предположительно, отражено в летописном сказании о призвании варягов) на севере Восточной Европы (на месте гипотетической Северной конфедерации племён) возникает раннегосударственное образование (отождествляемое с летописным государством Рюрика). Продвигаясь с севера на юг, к середине X века народ русь, составлявший дружину соплеменников во главе с киевским князем, объединил под своей властью земли ряда балтийских, финно-угорских и восточнославянских племён, а также поставил в зависимость от себя бо́льшую часть остальных восточнославянских племенных союзов. В течение X века социальная элита Русского государства, первоначально представленная преимущественно народом русью, включала в свой состав всё большее число славян и представителей других этносов, в результате чего понятие русь приобрело социальное значение и стало обозначать высшую социальную группу, а народ русь ассимилировался окружающим населением и вошёл в состав сформировавшейся древнерусской народности.

## Миграции

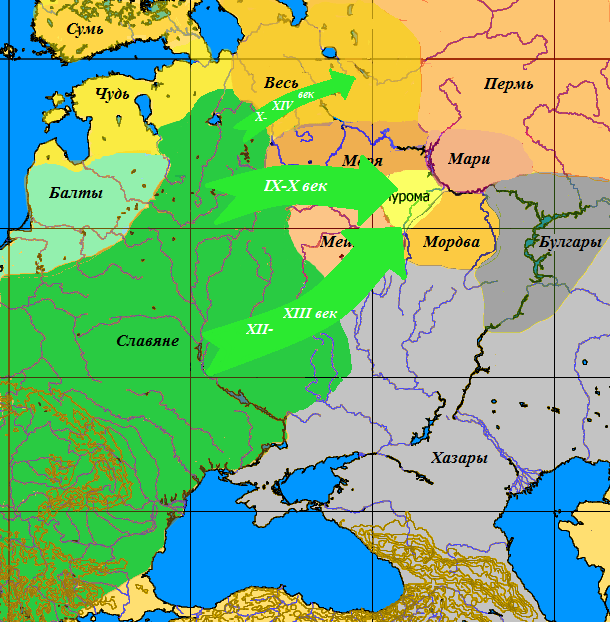
Направления славянской колонизации Северо-Восточной Руси

Основной миграционный поток составляли славяне, расселявшиеся в северо-восточном направлении, в земли финских и балтских племён. Это был длительный процесс, начавшийся в VI веке и продлившийся вплоть до позднего Средневековья. Археологам не удалось обнаружить следов масштабной принудительной колонизации древнерусских земель. В догосударственный период заселение славянами земель северо-восточных земель имело характер народного расселения. Позднее организующую роль в колонизационном процессе начала играть знать (князья, бояре).
В конце VII века, продвигаясь из более южных районов, славяне начали расселяться на северо-западе и появились в бассейне озера Ильмень. По данным археологии, В VIII веке Центральное Приильменье приходит вторая волна славянской колонизации — новгородские словене, обладавшие относительно развитым земледельческим хозяйством. В течение длительного времени они ассимилировали немногочисленное местное финское население. Кривичи, формировавшиеся на будущей Псковщине, унаследовали от местного балтского населения некоторые детали погребального обряда. Позднее они расселялись в Витебско-Полоцком Подвинье и Смоленском Поднепровье, где осваивали земли днепро-двинских балтов. Вятичи также формировались в этнокультурных контактах с местным населением, которое впоследствии было славянизировано. По археологическим данным, в Волго-Окском бассейне древнерусская этническая общность формировалась в основном в X—XI веках. Материальные памятники местного финского племени мери явно прослеживаются вплоть до X века, далее меря входит в древнерусскую материальную и духовную культуру как один из субстратных компонентов.
Влияние восточных славян и Древнерусского государства на неславянские народы северо-востока оценивается исследователями как положительное. Согласно В. Т. Пашуто, «Главной фигурой могучей экономической колонизации, развернувшейся во второй половине первого тысячелетия на Восточноевропейской равнине, был славянский земледелец… Экономический прогресс выражался во внедрении земледелия в среду скотоводческих, охотничьих и промысловых народов».
Южные степи, понизья Дона, Днестра и Дуная были колонизованы восточными славянами ещё в догосударственный период. Эта южная славянская колонизация встречалась с мощным встречным потоком кочевников: аваров, болгар, угров, печенегов, торков, половцев.
Археологические находки, сделанные в Пскове, Новгороде, Русе, Ладоге и др., по мнению ряда исследователей, свидетельствуют о связи населения севера Древней Руси со славянским южным берегом Балтики — с поморскими и полабскими славянами. Предполагается, что в период раннего средневековья южно-балтийские славяне прямо переселялись в земли, соответствующие северу будущей Руси. Об этом могут говорить археологические, антропологические, краниологические и лингвистические данные.